# Szardor Rasidov
Szardor Rasidov (Сардор Ихтиёрович Рашидов; Taskent, 1991. június 14. –) üzbég válogatott labdarúgó, a  Qatar SC csatára.

## Pályafutása
2010 és 2015 között a Bunyodkor labdarúgója volt. 2015 és 2017 között a katari El-Dzsais, 2017-ben az emírátusokbeli Al Jazira játékosa volt. 2018-ban hazatért és a Lokomotiv Taskent csapatában szerepelt. 2019-ben a portugál  a CD Nacional együttesében játszott. 2019 óta a katari Qatar SC játékosa.
2013 óta 47 alkalommal szerepelt az üzbég válogatottban és 12 gólt szerzett.